# Pınar Saka
Pınar Saka (* 5. November 1985 in Üsküdar) ist eine ehemalige türkische Sprinterin, die sich auf den 400-Meter-Lauf spezialisiert hat.

## Sportliche Laufbahn
Erste internationale Erfahrungen sammelte Pınar Saka vermutlich im Jahr 2003, als sie bei den Junioreneuropameisterschaften in Tampere mit 24,09 s in der ersten Runde im 200-Meter-Lauf ausschied und mit der türkischen 4-mal-400-Meter-Staffel in 3:43,91 min den siebten Platz belegte. Im Jahr darauf gewann sie bei den Balkan-Meisterschaften in Istanbul in 54,58 s die Bronzemedaille über 400 Meter hinter der Bulgarin Mariana Dimitrowa und Otilia Ruicu-Eșanu aus Rumänien und sicherte sich auch im Staffelbewerb in 3:42,25 min die Bronzemedaille hinter den Teams aus Rumänien und Bulgarien. Anschließend schied sie bei den Juniorenweltmeisterschaften in Grosseto mit 25,43 s und 55,50 s jeweils im Vorlauf über 200 und 400 Meter aus und verpasste mit der Staffel mit 3:49,27 min den Finaleinzug. 2005 belegte sie bei den Mittelmeerspielen in Almería in 54,75 s den siebten Platz im 400-Meter-Lauf und gewann mit der Staffel in 3:40,75 min die Bronzemedaille hinter den Teams aus Spanien und Frankreich. Anschließend kam sie bei den U23-Europameisterschaften in Erfurt mit 54,80 s nicht über den Vorlauf über 400 Meter hinaus, ehe sie bei der Sommer-Universiade in Izmir mit 55,55 s im Halbfinale ausschied. Zudem verpasste sie dort mit der Staffel mit 3:40,41 min den Finaleinzug. Anschließend absolvierte sie ein Studium an der University of Nebraska Omaha in den Vereinigten Staaten. 2009 schied sie bei den Halleneuropameisterschaften in Turin mit 54,00 s in der Vorrunde über 400 Meter aus und belegte im Staffelbewerb in 3:37,37 min den fünften Platz. 2011 startete sie bei den Halleneuropameisterschaften in Paris, bei der Sommer-Universiade in Shenzhen und bei den Weltmeisterschaften in Daegu. Im Jahr darauf nahm sie an den Europameisterschaften in Helsinki und bei den Olympischen Sommerspielen in London. Jedoch wurden 2013 Auffälligkeiten in ihrem biologischen Blutpass bemerkt und Saka daraufhin mit einer mehrjährigen Dopingsperre belegt. Zudem wurden all ihre Ergebnisse ab dem 18. Juni 2010 annulliert, darunter auch ihre Landesrekorde über 400 Meter und die Staffelmedaille bei der Sommer-Universiade 2011.
In den Jahren 2005 und 2009 wurde Saka türkische Meisterin im 400-Meter-Lauf.

## Persönliche Bestleistungen
- 200 Meter: 23,97 s (+0,2 m/s), 6. Juli 2003 in Istanbul
  - 200 Meter (Halle): 23,93 s, 20. Februar 2009 in Lincoln
- 400 Meter: 53,49 s, 5. Juni 2010 in Bursa
  - 400 Meter (Halle): 53,04 s, 7. Februar 2009 in Lincoln